# Legione Carabinieri
La Legione Carabinieri è un'unità militare territoriale dell'Arma dei Carabinieri, con funzioni prevalenti di ordine pubblico nel territorio di una Regione; è identificabile con una brigata nelle regioni più piccole, oppure a rango di divisione nelle regioni  più estese.
Ogni legione ha funzioni di controllo e coordinamento dei Comandi provinciali, fino al 1992 denominati "Gruppi". Inoltre è responsabile per l'intera regione della gestione del personale. Le Legioni sono 18 (una per regione, ad eccezione della Legione Piemonte e Valle d'Aosta e della Legione Abruzzo e Molise).
I comandi di legione sono retti da un generale di divisione o di brigata dell'Arma e coordinati da cinque Comandi interregionali dell'Arma.

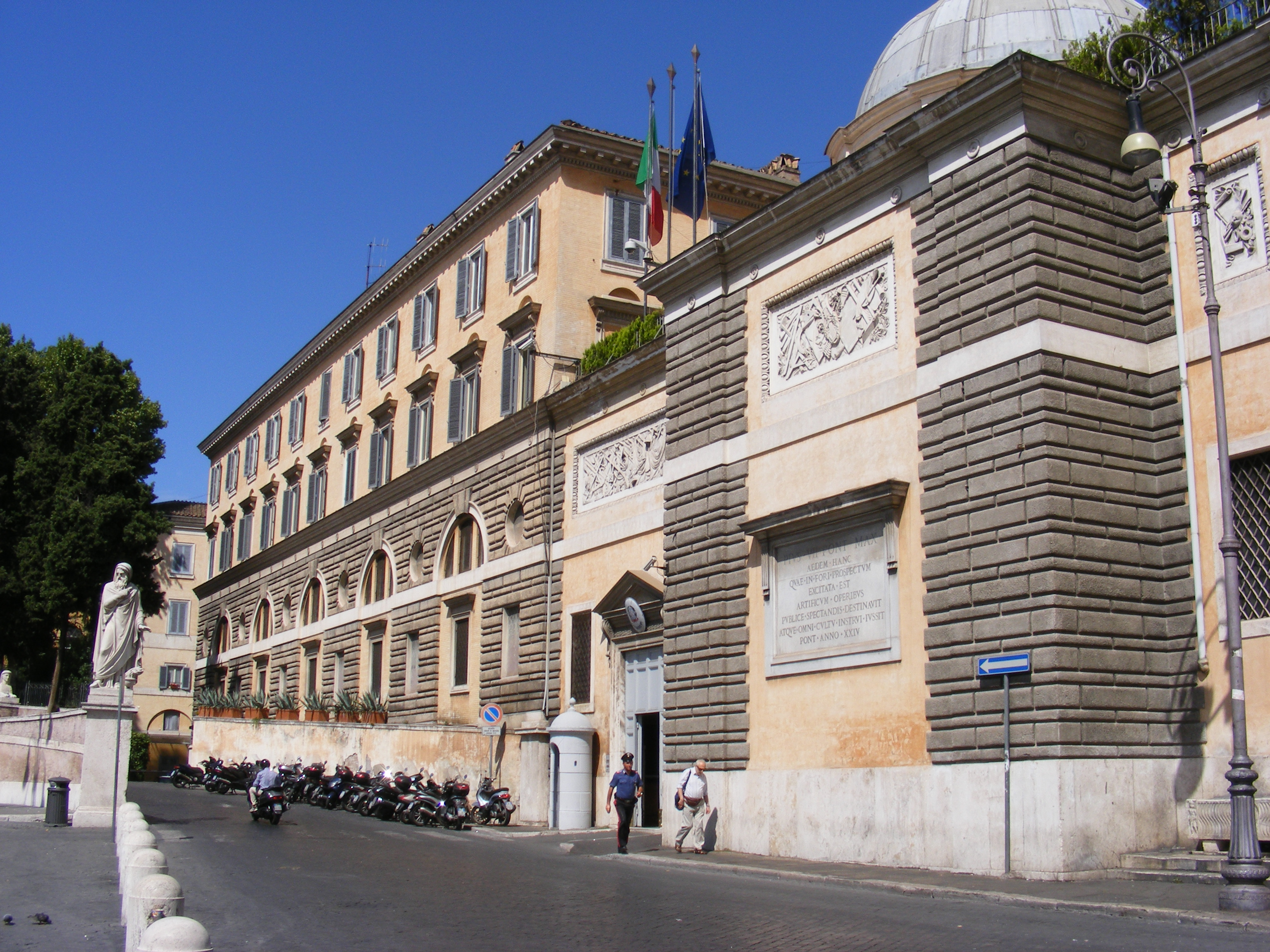
La Caserma Giacomo Acqua a Roma, sede del comando Legione Lazio

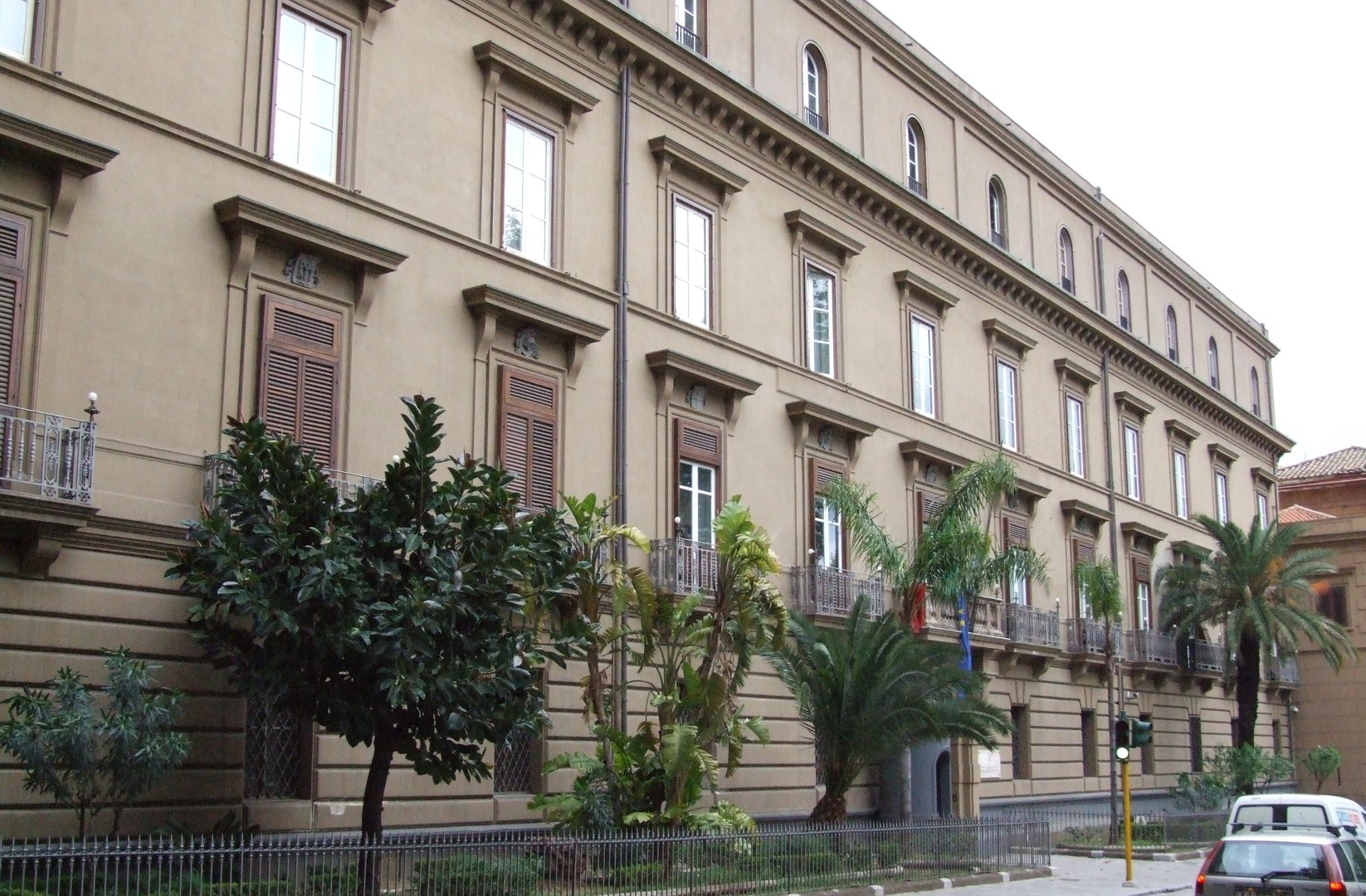
La Caserma Dalla Chiesa a Palermo, sede del Comando Legione Sicilia

## Storia
Le unità furono costituite come Legioni Carabinieri Reali con Regio decreto del 24 gennaio 1861, poche settimane prima della proclamazione del Regno d'Italia. La norma istituiva nuovi comandi di corpo, con piena autonomia amministrativa, retti da colonnelli dipendenti da un comitato dei Carabinieri.
Nel corso di quegli anni tumultuosi, man mano che si sollevavano i singoli stati preunitari con la fuga o l'esilio dei sovrani, furono costituite delle forme di governo provvisorio in grado di traghettare i vari territori ai plebisciti d'unione al Regno di Sardegna. Di conseguenza, ufficiali e sottufficiali dei Carabinieri si dimisero per andare a formare i vertici delle forze dell'ordine locali in attesa dell'annessione. A mano a mano si costituirono corpi ad ordinamento militare che ebbero nomi distinti ma che si richiamavano all'esperienza dei Carabinieri, predisponendo così la nascita del futuro modello complesso.
Si scelse di organizzare il territorio centrando il comando legionale nella città capoluogo o quella più importante. Con la stabilizzazione di alcune aree sotto il profilo dell'ordine pubblico, tuttavia, fu necessario ripensare la circoscrizione di ciascun comando. Infatti, la politica volta al raggiungimento del pareggio di bilancio da parte dei governi della Destra storica spinse l'Arma a continui tagli di bilancio che modificarono sostanzialmente la fisionomia dell'Istituzione.

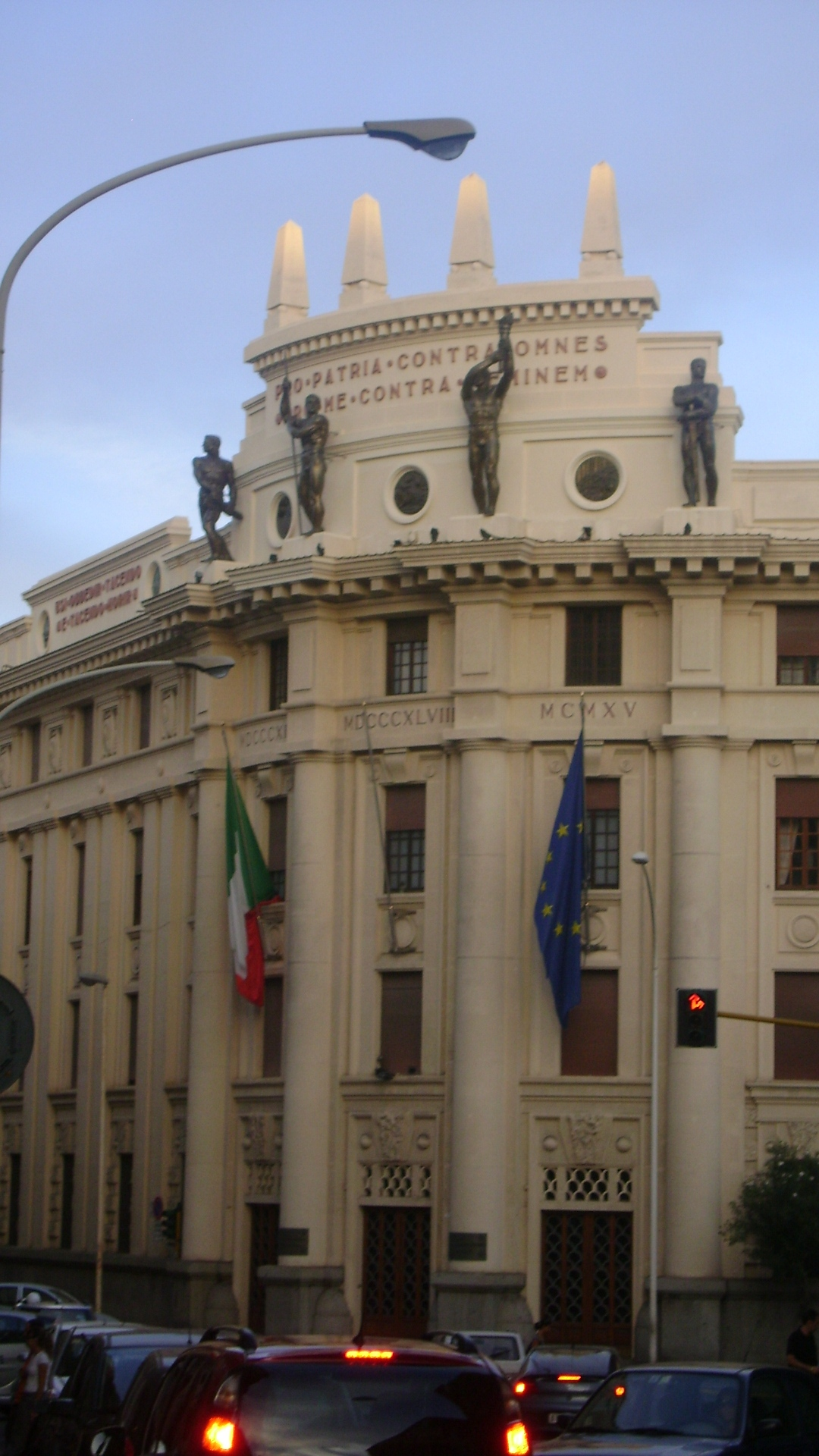
Il comando Legione Sardegna a Cagliari

Con lo sviluppo amministrativo del nuovo Stato unitario, le Legioni aumentarono di numero fino ad identificarsi per competenza territoriale con quella delle regioni. Furono costituite 14 legioni dell'arma, attribuendo ad ognuna di esse un ordinale, dalla I in poi; fu infine creata una legione allievi, la 14, con sede a Torino (e poi una a Roma, dal 1971 divenute scuole allievi carabinieri).
L'elenco delle Legioni carabinieri subito dopo l'unità d'Italia era quindi il seguente;
- I con sede a Torino,
- II a Genova,
- III a Cagliari,
- IV a Milano,
- V a Bologna,
- VI a Firenze,
- VII a Napoli,
- VIII a Chieti,
- IX a Bari,
- X a Salerno,
- XI a Catanzaro,
- XII a Palermo,
- XIII ad Ancona,
- XIV Allievi a Torino.

Il regio decreto n.881 del 1927 istituiva le nuove circoscrizioni territoriali dell'Arma dei Carabinieri Reali. Si istituivano sei Ispettorati di zona, da cui dipendevano 21 legioni; ogni legione era suddivisa in divisioni.
Nel 1992 le Legioni territoriali vennero soppresse insieme alle Brigate, ed al loro posto vennero istituite le "Regioni Carabinieri".
Dal 5 giugno 2009 hanno riassunto la denominazione di “Legioni Carabinieri”, alle dipendenze di 5 comandi interregionali.

## Organizzazione
La Legione è comandata da un generale di divisione o generale di brigata, che si avvale di un vice comandante, ed è strutturata su uno Stato maggiore che dispone di un Ufficio personale, un Ufficio OAIO, un Ufficio logistico, un Reparto comando, un Servizio amministrativo diretto da un ufficiale superiore, un Ufficio di assistenza spirituale affidato ad un cappellano militare e un'infermeria legionale del Servizio sanitario dell'Arma.
Dal comando di legione dipendono i comandi provinciali, uno per ogni capoluogo di provincia, retti da un generale di brigata o colonnello o tenente colonnello. Questi comandi hanno a disposizione organi investigativi e centrali operative che gestiscono il pronto intervento (112) sul territorio e coordinano le attività di tutti i reparti e unità che operano nella provincia. Alcuni comandi di legione hanno alle dipendenze, oltre ai comandi provinciali, anche dei comandi di gruppo.

### Comandi legione
- Comando legione carabinieri Piemonte e Valle d'Aosta

via S. Croce, 4 Torino
- Comando legione carabinieri Lombardia

via della Moscova, 19 Milano
- Comando legione carabinieri Friuli-Venezia Giulia

viale Venezia, 189 Udine
- Comando legione carabinieri Trentino-Alto Adige

via Druso, 8 Bolzano
- Comando legione carabinieri Veneto

via Francesco Rismondo, 4 Padova
- Comando legione carabinieri Liguria

via Brigata Salerno, 19 Genova
- Comando legione carabinieri Emilia-Romagna

via dei Bersaglieri, 3 Bologna
- Comando legione carabinieri Toscana

lungarno P. Giraldi, 4 Firenze
- Comando legione carabinieri Umbria

corso Cavour, 133 Perugia
- Comando legione carabinieri Marche

via XXV Aprile, 81 Ancona
- Comando legione carabinieri Lazio

piazza del Popolo, 6 Roma
- Comando legione carabinieri Abruzzo e Molise

via Madonna degli Angeli, 137 Chieti
- Comando legione carabinieri Campania

via S. Tommasi, 7 Napoli
- Comando legione carabinieri Puglia

Lungomare N. Sauro, 43 Bari
- Comando legione carabinieri Basilicata

via Siracusa, 2 Potenza
- Comando legione carabinieri Sicilia

corso Vittorio Emanuele, 475 Palermo
- Comando legione carabinieri Calabria

via G. Marafioti, 19 Catanzaro
- Comando legione carabinieri Sardegna

via S. Sonnino, 111 Cagliari